# Ben Sasse
Benjamin Eric „Ben“ Sasse (* 22. února 1972 Plainview, Nebraska) je americký politik, vysokoškolský pedagog a publicista. V letech 2015–2023 byl senátorem za Nebrasku jako člen Republikánské strany.
Po prezidentských volbách v roce 2020 byl jedním z mála senátorů Republikánské strany, kteří uznali vítězství Joea Bidena a blahopřáli mu ke zvolení prezidentem. Po útoku na kapitol 6. ledna 2021 hlasoval pro impeachment Donalda Trumpa. Na podzim roku 2022, dva roky po svém znovuzvolení, byl představenstvem Floridské univerzity vybrán jako její budoucí prezident. Z tohoto důvodu 8. ledna 2023 Sasse rezignoval na post senátora.
Sasse je autorem knih The Vanishing American Adult (2017) a Them: Why We Hate Each Other - and How to Heal (2018).